# 土沢町
土沢町（つちざわまち）は、昭和29年（1954年）まで岩手県和賀郡にあった町。現在の花巻市東和町土沢・東和町安俵・東和町北成島・東和町東晴山にあたる。

## 沿革
- 明治22年（1889年）4月1日 - 町村制施行にともない、十二箇村・安俵村・北成島村・東晴山村の計4か村が合併して東和賀郡十二鏑村（じゅうにかぶらむら）が発足。
- 1897年（明治30年）4月1日 - 郡の統合により東和賀郡と西和賀郡が合併し、和賀郡が復活[1]。和賀郡十二鏑村となる。
- 昭和15年（1940年）12月25日 - 町制施行・改称し、土沢町となる。
- 昭和30年（1955年）1月1日 - 小山田村、谷内村、中内村と合併し、東和町となる。

## 行政
- 歴代十二鏑村長

| 代 | 氏名         | 就任                      | 退任                       | 備考 |
| -- | ------------ | ------------------------- | -------------------------- | ---- |
| 1  | 及川新之助   | 明治22年（1889年）5月8日  | 明治34年（1901年）5月14日  |      |
| 2  | 菊池清助     | 明治34年（1901年）5月15日 | 明治34年（1901年）5月28日  |      |
| 3  | 及川菊次郎   | 明治34年（1901年）6月11日 | 明治35年（1902年）4月18日  |      |
| 4  | 平野新八     | 明治35年（1902年）4月28日 | 大正14年（1925年）4月31日  |      |
| 5  | 平野寛蔵     | 大正15年（1926年）5月1日  | 昭和7年（1932年）8月13日   |      |
| 6  | 小原多蔵     | 昭和7年（1932年）9月1日   | 昭和10年（1935年）2月20日  |      |
| 7  | 高田善兵衛   | 昭和10年（1935年）4月23日 | 昭和14年（1939年）4月22日  |      |
| 8  | 八重樫孫太郎 | 昭和14年（1939年）4月23日 | 昭和15年（1940年）12月24日 |      |

- 歴代土沢町長

| 代 | 氏名         | 就任                       | 退任                       | 備考         |
| -- | ------------ | -------------------------- | -------------------------- | ------------ |
| 1  | 八重樫孫太郎 | 昭和15年（1940年）12月25日 | 昭和16年（1941年）5月16日  | 村長より留任 |
| 2  | 及川全三     | 昭和16年（1941年）5月21日  | 昭和20年（1945年）5月20日  |              |
| 3  | 平野尚二     | 昭和20年（1945年）5月21日  | 昭和21年（1946年）11月30日 |              |
| 4  | 及川久次郎   | 昭和22年（1947年）4月27日  | 昭和22年（1947年）12月1日  |              |
| 5  | 平野哲弥     | 昭和23年（1948年）1月15日  | 昭和27年（1952年）1月14日  |              |
| 6  | 松原緑       | 昭和27年（1952年）1月15日  | 昭和29年（1954年）12月31日 |              |

## 交通

### 鉄道
- 国鉄釜石線：土沢駅 - 晴山駅